# Испирање желуца
Испирање желуца један је од медицинских поступака деконтаминације дигестивног тракта, који укључује више пута поновљено уношење воде у желудац и њено накнадно уклањање.
Испирање желуца би требало да буде ограничено на пацијенте који су у опасности по живот било код потпуно будних и кооперативних пацијената или пацијената са заштићеним дисајним путевима.
Испирање желуца не треба сматрати једном од рутинских метода деконтаминације у токсикологији и његова употреба опада због различитих потенцијалних компликација, оскудних доказа и неизвесних клиничких ефеката. Док студије на здравим добровољцима и животињама показују смањену апсорпцију токсина и одређених маркера, јер недостају висококвалитетне клиничке студије.

## Опште информације
Ова медицинска процедура иако се прилично често користи у клиничкој пракси, до сада није доказала пуну ефикасност, јер је утврђено  да се овом методом нпр. може уклонити из желуца највише до 10% унетог отрова.Па се сматра да нема оправдања за испирање желуца дуже од четири, а највише шест сати након тровања. Међутим по неким истраживачима, одређене специфичне ситуације које оправдавају испирање желуца након овог времена,  су:
- уношење велике количине изузетно токсичне супстанце
- гутање супстанце која успорава гастроинтестиналну перисталтику ( антихолинергици или лекови са таквим дејством) гутање токсичне супстанце у облику лекова са продуженим ослобађањем
- потрошња супстанци које формирају наслаге у дигестивном тракту (салицилати)..

## Индикације
Тровања
Испирање желуца може се размотрити у року од 1 сата од оралног узимања значајне количине токсичне супстанце опасне по живот.  Примери укључују недавно узимање значајних количина трицикличних антидепресива, лабеталола, органофосфата или токсичних алкохола.
Хипертермија
Како код слузокожа желуца не долази до значајног вазоконстрикције и он се налази у непосредној близини јетре и доње шупље вене, испирање желуца је разумна метода за брзо хлађење хипертермичних пацијената. Овом методом може се постићи смањење температуре језгра од приближно 0,15°С у минути.
Ова техника је безбедна када се користи за пацијенте са топлотним ударом при напору (нпр. спортисти, војни регрути), али треба бити опрезан код пацијената са класичним топлотним ударом (нпр. старији пацијенти, пацијенти са алкохолизмом), за које је пријављено да имају стопу морталитета до 14% повезаних са овом методом хлађења. Међутим, чак и код ових пацијената, користи од брзог хлађења обично превазилазе ризике процедуре.

## Начин извођења

### Испирање код тровања
Захват се изводи код:
- свесног пацијента у седећем положају,
- пацијената са вртоглавицом у бочном положају са спуштеном главом,
- несвесног пацијента само након претходне интубације .

Испирање желуца започиње пласирањем дебела цеви (премазане локалним анестетиким лидокаином) у желудац. Пре него што се започене са испирањем желуца терапеут теба да се увери да је цев пласирао на одговарајућу дужину на основу:
- растојање које је од линије зуба до кардије желуца 40 см.
- након покушаја да се апирацијом из желуца извуче садржај желудачног сока.
- аускултације у пределу желуца док покушавате да уведете ваздух кроз цев помоћу шприца
- потапање врха сонде у посуду са водом. (ако се појаве мехурићи, епрувету треба одмах уклонити.
- рендгенског снимка .

Затим се на цев поставља левак кроз који се сипа 200-300 милилитара воде загрејане на телесну температуру тела. Увек се оставља мало воде у левку како би она деловала као сифон.
Потом се левак спушта испод нивоа желуца пре него што вода из левка нестане – што омогућава повратни ток воде која са желудачним садржајем напушта желудац.
Поступак се понавља много пута док се не добије чист садржај. У последњу порцију воде за испирање додаје се 50-100 грама активног угља, иако према неким ауторима угаљ треба давати више пута (у поновљеним дозама активног угља (почевши од 1 г/кг и затим 0,5-1 г/кг свака 2-4 сата) код пацијената који су узимали дозе кинина, дапсона, фенобарбитала, карбамазепина или теофилина опасне по живот.
Појединачна доза активног угља (1 г/кг)  може се унети у желудац  након завршетка испирања према индикацијама. Изузеци укључују супстанце које нису адсорбоване активним угљем (алкохоли, жива, олово или гвожђе).
Добијање остатака таблета лека или конзумираних печурака током испирања доказује ефикасност поступка.

### Испирање код хипертермије
Кад се обезбеде пацијентови дисајни  путеви пласира се назогастрична или орогастричну сонда великог пречника. Кроз ову сонду преко отвора на врећи за испирање желуца (окачене  изнад пацијента и повезане са желудачном сондом помоћу конектора) додаје се воду или  физиолошки раствор и лед.
Кроз сонду се брзо укапава10 мЛ/кг ледене воде (не леда) током 30-60 секунди. Након 30-60 секунди усисавањем уклања се вода из желуца..

## Контраиндикације
Контраиндикације за примену испирања желуца су:
- тровања корозивним материјама,[11]
- тровање испарљивим отровима, угљоводоницима  детерџентима (због високог ризика од аспирације)[12]
- тровање пестицидима,[13]
- ризик од гастроинтестиналног крварења
- пацијент без свести осим ако није извршена интубација

## Компликације
Рутинска употреба испирања желуца недавно је доведена у питање због ограничених података о исходу и повећаног морбидитета. Ако је испирање желуца неопходно, правилно позиционирање пацијента и стриктна пажња на одговарајућу технику су неопходни да би се спречиле компликације, које могу бити:
- аспирациона пнеумонија
- перфорација дигестивног тракта или грла
- хипоксемија
- аритмија срца
- поремећаји метаболизма воде и електролита.